# NGC 682
NGC 682 este o galaxie lenticulară situată în constelația Balena. A fost descoperită în 30 decembrie 1785 de către William Herschel. Se află la o distanță de 63,1 de megaparseci de Pământ.